# 吉本はな
吉本 はな（よしもと はな、2007年5月31日 - ）は、日本の卓球選手。ジュニアアシスト卓球アカデミーに所属する。
カデットの部女子ダブルスで、2021年に優勝を果たした。ペアは竹谷美涼であった。

## 経歴
小学一年生のときに日高ジュニア卓球クラブで卓球を始めた。全農杯北海道卓球選手権大会（ホープス部）で2017年（平成29年）の小学4年生のときから３連覇。中学2年生のときに全国中学団体優勝、個人ベスト8、全日本選手権カデットの部・14歳以下女子ダブルス優勝。2022年、中学3年生のときに卓球女子ジュニアナショナルチームU－15でベスト8入り。

## 人物
家族構成は両親と弟の4人。憧れの選手は伊藤美誠など。